# Théâtre d'Auch
Résidence
Le théâtre d'Auch est un théâtre à l'italienne construit en 1761, situé à l’intérieur de l’hôtel de ville, sur la place de la libération.

## Histoire
L'intendant Antoine Mégret d'Etigny, qui affectionne particulièrement le théâtre, décide d'ajouter à la construction de l’hôtel de ville un théâtre à l’italienne[source insuffisante]. Homme des Lumières, il veut développer la vie culturelle dans le département. L'architecte François Picault est chargé des plans de ce monument par l'intendant en 1759. Les travaux débutent en 1760. Un an plus tard, la construction du théâtre est terminée, alors que l'édification de l’hôtel de ville s'étale sur dix ans. Pour compenser le coût important de la construction, l'intendant financera à titre personnel les décorations. Le théâtre ne présente pas d'entrée propre, l'accès se fait par l’entrée de l’hôtel de ville.

## Intérieur du théâtre
L'intérieur du théâtre, ressemblant au théâtre réalisé par l'architecte François d'Orbay, possède les caractéristiques des théâtres à l'italienne. La salle forme un demi-cercle dans lequel se superposent deux galeries, avec deux rangées de places, au-dessus du parterre. Ce dernier comportait à l'origine "250 places de premier parterre, 180 de premières, 40 places de parquet, 136 places de seconde, et 80 places de paradis". Le théâtre compte aujourd'hui 400 places utilisables.
Les balcons sont ornés de portraits de célèbres dramaturges au XIXe siècle, français, espagnols, italiens, anglais, latins, grecs, et allemands, Racine, Voltaire, Molière, Regnard, La Harpe, Lope de Vega, Alfieri, Goldoni, Shakespeare,Térence, Lesage, Sophocle, et Schiller. La scène est inclinée et une fosse musicale se trouvait en-dessous, mais une chaufferie l'a remplacée en 1972. Sur la loge de la préfecture, située à droite de la scène, les armes d'Étigny sont présentes. Les armoiries de la ville d'Auch sont visibles au-dessus de la scène. Les loges sont divisées en plusieurs compartiments décorés par des instruments de musique. Les premières loges sont séparées par des amours en grisaille et les secondes par un motif doré en relief.   
Le plafond circulaire est constitué de quatre peintures, réalisées par Jean Baudoin, artiste montpelliérain. Chacune est une allégorie en lien avec le théâtre. Une représentation métaphorique de la Poésie, de l'Éloquence, de la Musique et de la Peinture sont visibles, accompagnées de quatre titres de pièces classiques et contemporaines : Le Misanthrope, Les Horaces, Le Prophète, La Dame Blanche. Les angles sont décorés de génies-grisaille. Le plafond d'avant scène est quant à lui séparé en trois parties.

## Rénovation
La salle se détériore au fil du temps. Les projets de rénovation sont difficiles à mettre en œuvre, celui de 1845 est refusé. Une nouvelle demande est faite par le maire en 1846, mais le contexte géopolitique changeant national ne permet pas de réaliser le projet.  L'intérieur du théâtre est alors rénové en 1851, après l'accord de prêt de Louis Napoléon Bonaparte. Les architectes de la ville, Messieurs Barré et Lodoyer, se chargent de la rénovation, dans un style néo-Renaissance. 
Le montant des travaux devrait s'élever à 27 700 francs. Les décorations sont réalisées à cette époque. Quatre colonnes corinthiennes autour des loges d'avant-scène sont ajoutées. Une toile avec un portrait du roi Henri IV se situait devant la scène durant les entractes. Un tapis vert, constitué de trois figures allégoriques, le remplace. Cette restauration vise aussi à améliorer le confort des spectateurs. Dix bancs sont installés au niveau du parterre et ont été remplacés par des fauteuils rouges en 2006. Les galeries, auparavant au nombre de trois, sont réduites à deux, et comportent des loges de quatre places. Un lustre vient orner le plafond après 1852, avec la nécessité d'ajouter un éclairage au gaz. Son état de conservation est remarquable. Les coulisses, quant à elles, sont entièrement restaurées en 1972 et un escalier de secours est intégré côté jardin.

## Représentation
De nombreux spectacles étaient représentés et les spectateurs assistaient à la représentation de plusieurs pièces enchaînées. Durant les années 1887, 1888 une importante programmation est jouée. La comédie Le Tartuffe ou l'Imposteur de Molière a notamment été mise en scène.

## Évolution
Le théâtre accueille toujours aujourd'hui des spectacles, dans le cadre du festival de Circa, par exemple. On compte environ deux cents jours par an de représentations au théâtre. Le théâtre est aussi un lieu où les artistes peuvent venir "en résidence", afin de préparer leur spectacle.